# Paul Hulskamp
Paul Hulskamp (Maartensdijk, 23 augustus 1936) is een Nederlandse edelsmid en beeldhouwer.

## Leven en werk
Hulskamp volgde een opleiding aan de Vakschool voor Goud- en Zilversmeden in Schoonhoven. Van 1963 tot 1973 was hij als edelsmid werkzaam in De Bilt. Daarna vestigde hij zich als beeldend kunstenaar in Drenthe. In de jaren negentig van de 20e eeuw verhuisde hij naar het Groningse Onstwedde.

## Werken (selectie)
- Energie, zuivering van gas - Emmen (1988)
- Energie, vastgelegd in veenarbeid - Barger-Compascuüm (1986)
- Energie, voor glastuinbouw - Nieuw-Amsterdam (1988)
- Energie, houtproductie op veen - Nieuw-Dordrecht (1988)
- Energie, olie uit de bodem - Schoonebeek (1988)
- Energie, verwerking van turf - Weiteveen (1988)
- Energie, vastgelegd in veen - Meestalblok-Zwartemeer (1988)
- Energie, Turftransport per schip - Coevorden/Dalen (1988)
- Energie, Aardolietransport per trein - Coevorden (1988)

Deze negen kunstwerken zijn aangelegd langs de Zuidenveldroute, een project in het kader van de herinrichting van de Gronings-Drentse veenkoloniën. De beelden verwijzen naar de energievormen, die bepalend zijn (geweest) voor dit gebied in Zuidoost Drenthe.
- Verzetsmonument (1985) in Nieuwlande

Ander werk van Hulskamp is onder meer te vinden in Zuidwolde, Meppel, Hoogeveen, Oosterhesselen, Zuidlaren en Assen.

## Fotogalerij

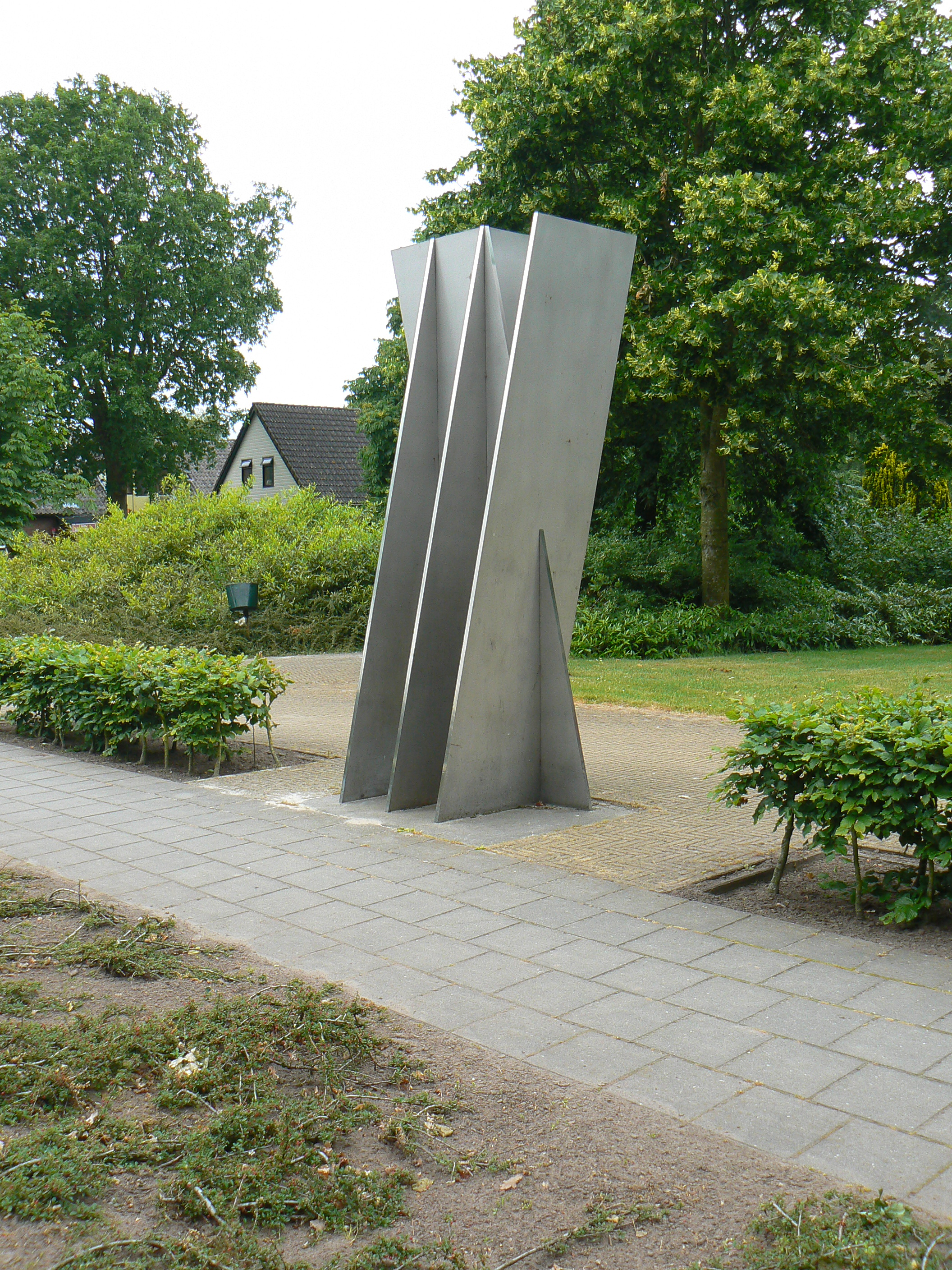
Verzetsmonument (1965) in Nieuwlande
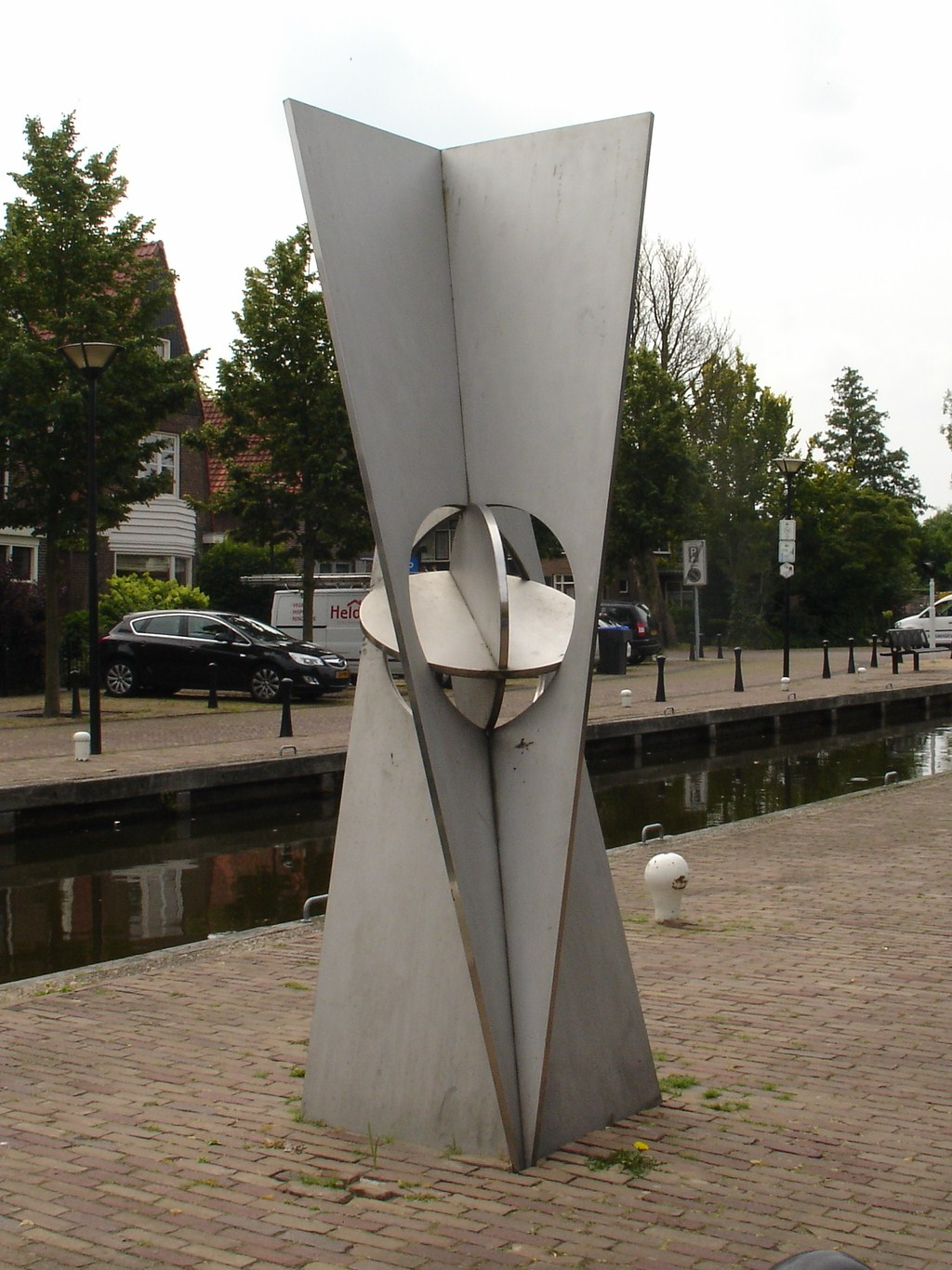
Dynamisch Meppel (1986), Meppel
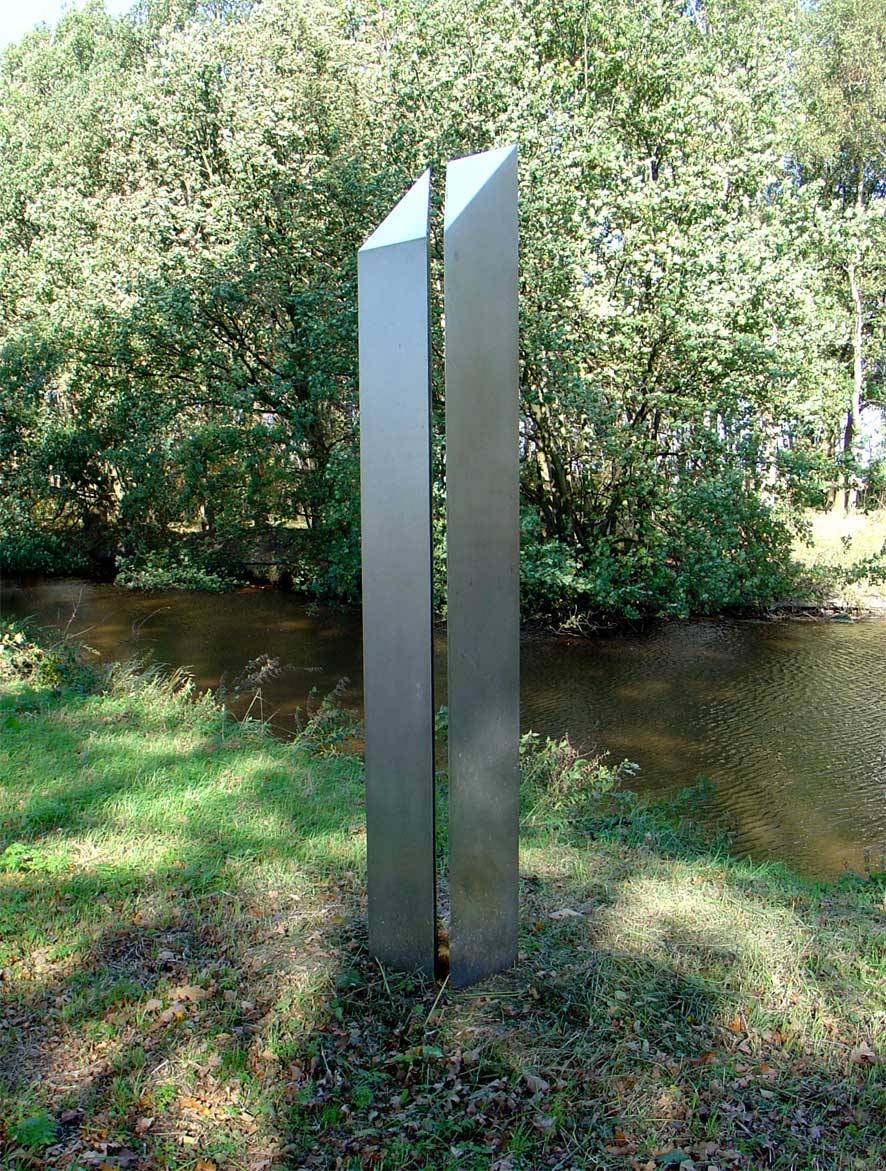
Energie, verwerking van turf (1988), Weiteveen
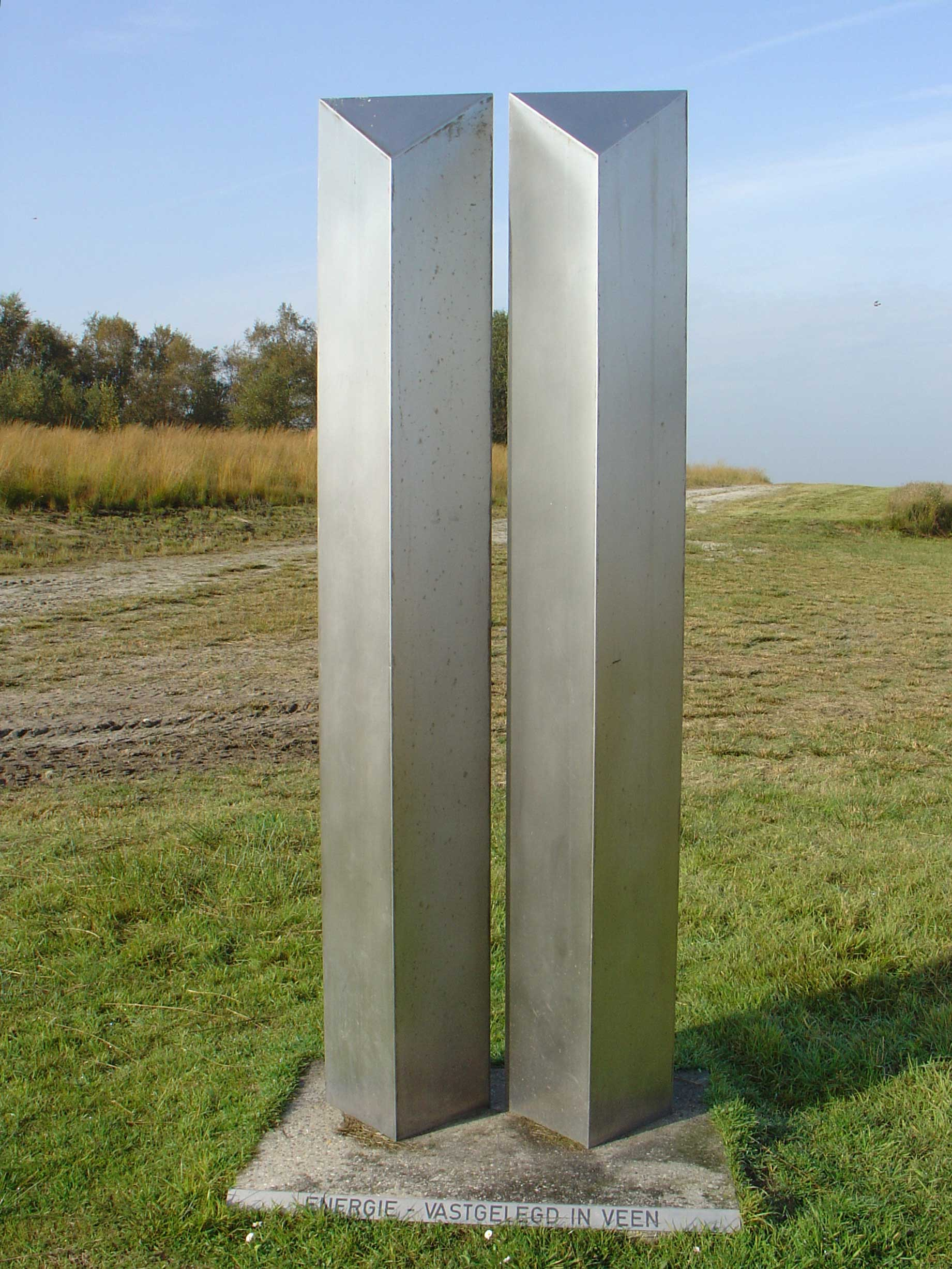
Energie vastgelegd in veen (1988), Meestalblok-Zwartemeer
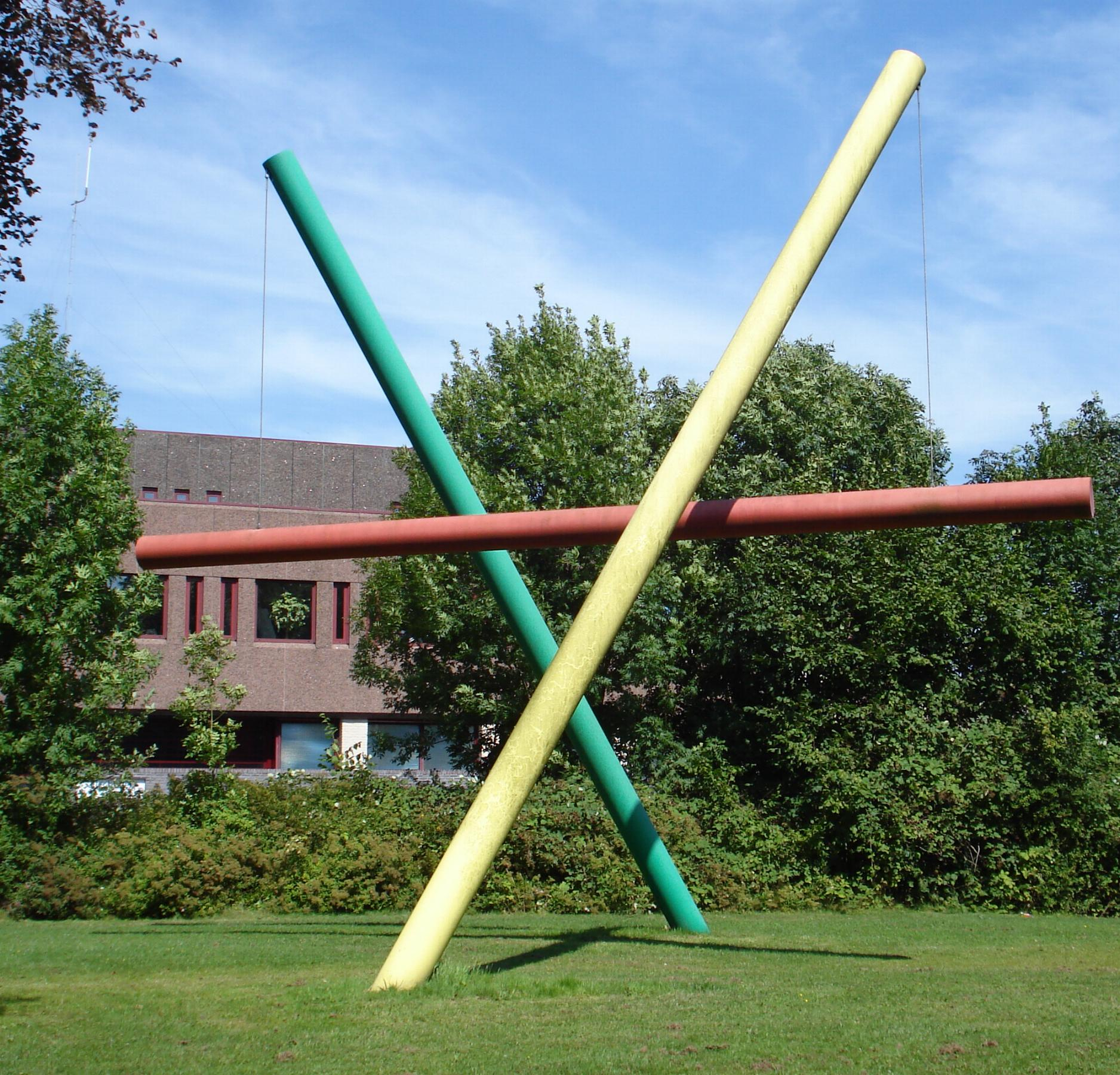
Geel groen rood (1990), Hoogeveen